# Премия имени Вацлава Гавела
Премия имени Вацлава Гавела (Премия Вацлава Гавела в области прав человека) — ежегодная премия за выдающиеся заслуги по защите прав человека в Европе и за её пределами. 
Присуждается Парламентской ассамблеей Совета Европы совместно с Библиотекой Вацлава Гавела и Charta 77 Foundation начиная с 2013 года. 
Премия посвящена памяти Вацлава Гавела (1936—2011) — последнего президента Чехословакии и первого президента Чехии.

## История
Соглашение об учреждении премии было подписано в Праге 25 марта 2013 года Президентом Парламентской ассамблеи Совета Европы Жан-Клодом Миньоном, председателем Библиотеки Вацлава Гавела Мартой Смоликовой и председателем Руководящего комитета Charta 77 Foundation Франтишеком Янучем с участием министра иностранных дел Чехии Карела Шварценберга.
Премия Вацлава Гавела является правопреемницей Премии Парламентской ассамблеи Совета Европы по правам человека, которая присуждалась каждые 2 года, начиная с 2007 года.
Лауреатом премии могут стать лица или неправительственные организации, работающие в направлении защиты прав человека. Денежная часть премии составляет 60 тыс. евро.
Первым лауреатом премии стал белорусский правозащитник Алесь Беляцкий.

## Лауреаты
| Год  | Лауреат(ы)                               | Фото                                     | Страна            | Комментарий                                                                                 |       |
| ---- | ---------------------------------------- | ---------------------------------------- | ----------------- | ------------------------------------------------------------------------------------------- | ----- |
| 2013 | Алесь Беляцкий                           | Олесь Беляцкий                           | Белоруссия        | Правозащитник, основатель правозащитного центра «Весна»                                     |       |
| 2014 | Анар Мамедли                             | Анар Мамедли                             | Азербайджан       | Правозащитник, основатель организации по наблюдению за выборами                             |       |
| 2015 | Людмила Алексеева                        | Людмила Алексеева                        | Россия            | Правозащитница, глава Московской Хельсинкской группы                                        |       |
| 2016 | Надия Мурад                              | Надия Мурад                              | Ирак              | Езидская правозащитница, похищенная ИГИЛ                                                    |       |
| 2017 | Мурат Арслан                             | Мурат Арслан                             | Турция            | Юрист, активист за независимость судов                                                      |       |
| 2018 | Оюб Титиев                               | Оюб Титиев                               | Россия            | Правозащитник, руководитель грозненского представительства правозащитного центра «Мемориал» | [ 3 ] |
| 2019 | Ильхам Тохти                             | Ильхам Тохти                             | Китай             | Уйгурский профессор университета, экономист                                                 | [ 4 ] |
| 2019 | Молодёжная инициатива по правам человека | Молодёжная инициатива по правам человека | Балканские страны | Сеть организаций по сотрудничеству между людьми разных национальностей                      | [ 5 ] |
| 2020 | Люджейн аль-Хазлюль                      | Люджейн аль-Хазлюль                      | Саудовская Аравия | Активистка за права женщин                                                                  | [ 6 ] |
| 2021 | Мария Колесникова                        | Мария Колесникова                        | Белоруссия        | Оппозиционерка, активистка                                                                  | [ 7 ] |
| 2022 | Владимир Кара-Мурза                      | Владимир Кара-Мурза                      | Россия            | Оппозиционный политик                                                                       | [ 8 ] |
| 2023 | Осман Кавала                             | Осман Кавала                             | Турция            | Турецкий общественный деятель, правозащитник, бизнесмен и филантроп                         | [ 9 ] |